# Liste der Yamaha-Motorräder

Logo der Yamaha Motor Company

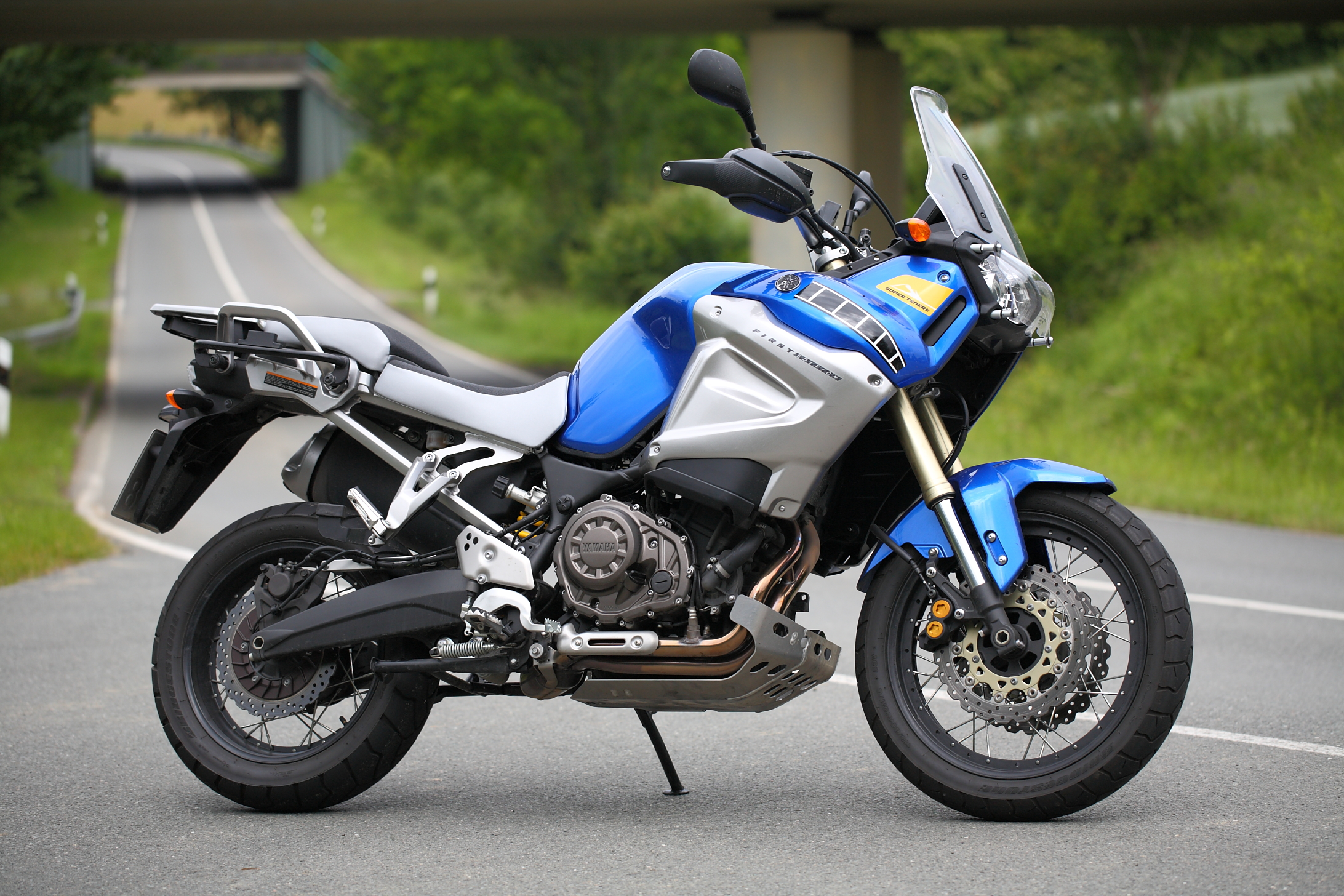
Yamaha XT 1200 Z Super Ténéré

Diese Liste der Yamaha-Motorräder ist nicht alphabetisch, sondern chronologisch und nach Motorradtypen gegliedert. Aktuelle in Deutschland erhältliche Modelle sind mit fetter Schrift hervorgehoben. Die angegebenen Jahreszahlen dienen nur der groben Orientierung. Produktion und Vertrieb unterscheiden sich je nach betrachtetem Absatzmarkt stark und lassen sich hier nicht komplett darstellen. Diese werden, wenn genau bekannt, in den entsprechenden Artikeln erörtert.

## Oldtimer

### Zweitakt-Motor
Mitte der 1960er Jahre produzierte Yamaha Zweitakt-Motorräder zwischen 50 und 250 cm³ Hubraum. In der 50er Klasse war seinerzeit das Basismodell der Typ Scooterette, die vom Zweitaktmotor abgesehen der Honda Super-Club ähnelte. Eine sportlichere Yamaha-Tourenmaschine ähnelte wiederum der Honda 50 Sport. Zudem wurde eine 80 cm³-Variante mit 6,5 PS bei 7000/min angeboten. Anders als die ähnlichen Zweitakter von Suzuki besaßen die Yamaha-Zweitakter einen Einlass-Drehschieber. Die YDS 3 mit 250 cm³-Zweizylinder-Zweitaktmotor zeichnete sich bereits durch eine sehr sportliche Auslegung und hochwertiges Finish aus. Die enormen Herstellerangaben zu Leistung und Höchstgeschwindigkeit konnten im Testbericht jedoch nicht bestätigt werden. Der Katalogangabe von 150 km/h standen maximal 131 km/h in einem Test mit liegendem Fahrer gegenüber.
- FS 80 SE (1981, fahrtwindgekühlter Einzylinder, Chopper)
- RX 80 SE (1981, fahrtwindgekühlter Einzylinder, Chopper)
- RD-Baureihe
  - RD 50 (1974–1984, Einzylinder)
  - RD 80 MX (1980–1982, Einzylinder) → RD 80 LC (1982–1986, wassergekühlter Einzylinder)
  - RD 200 (1973–1981, R2-Motor)
  - RD 250 (1973–1979, R2-Motor) → RD 250 LC (1980–1983, wassergekühlter R2-Motor)
  - RD 350 → RD 350 LC (1980–1989, wassergekühlter R2-Motor) → Yamaha RD 350 YPVS (1983–1995)
  - RD 400 (1976–1980, R2-Motor)
  - RD 500 LC (1984–1987, wassergekühlter V4-Motor)

### Viertakt-Motor
- XS-Baureihe (alle luftgekühlt)
  - XS 650 (1969–1984, 447 und 3L1, R2-Motor) die erste Motorradbaureihe mit Viertaktmotor von Yamaha, zu Beginn als XS 1 und XS 2 (auch als TX 650 und TX 650 A)
  - TX 750 (1972–1974)
  - XS 500 (1973–1979, R2-Motor)
  - XS 360 (1976–1977, R2-Motor)
  - XS 250 (1977–1980, R2-Motor)
  - XS 400 (1978–1990, R2-Motor)
  - XS 750 (R3-Motor)
  - XS 850 (R3-Motor)
  - XS 1100 (R4-Motor)
- XZ 550 (1982–1985, wassergekühlter V2-Motor)

## Supersportler
Siehe auch R-Baureihe.

### Einzylinder
- YZF-R125

### R2-Motor
- YZF-R 3 (~300 cm³, seit 2015)

### R4-Motor
- FZR 400
- FZR 600 → FZR 600 R → YZF 600 R Thundercat → YZF-R 6 (~600 cm³)
- FZ 750 → FZR 750 R → YZF 750 → YZF-R 7 (~750 cm³)
- FZR 1000 (1987–1995) → YZF 1000 Thunderace → YZF-R 1 (~1000 cm³)

## AllrounderundSporttourer

### Einzylinder
- SZR 660 (1995–1997)

### R2-Motor
- TRX 850 (1995–1999)

- Tracer 700 (2016–2020)
- Tracer 7 (seit 2021)

### R3-Motor
- Tracer 900 (seit 2016)
- Tracer 9
- Tracer 9 GT
- Tracer 9 GT+ (seit 2023)
- Niken (seit 2018)

### R4-Motor
- FZR 250
- FZR 400

- XJ-Baureihe
  - XJ 500 (1982–1984, nur in Österreich)
  - XJ 550 (1981–1985) → XJ 600 (1984–1990) → XJ 600 N und XJ 600 S Diversion (1991–2003) → XJ 6 (~600 cm³, 2009–2016)
  - XJ 650 (1980–1984) → XJ 750 Seca (1982) → XJ 750 F (1983–1987)
  - XJ 900 (1983–1994) → XJ 900 Diversion (1994–2003)

- FZS-/FZ-Baureihe „Fazer“
  - FZS 600 (1998–2003) → FZ 6 (~600 cm³, 2004–2010) → FZ 8 und Fazer8 (~800 cm³, 2010–2016)
  - FZS 1000 (2001–2005) → FZ1 und FZ1 Fazer (~1000 cm³, 2006–2016)

- GTS 1000 (1993–1999, bislang einziges in Serie hergestelltes Motorrad mit Achsschenkellenkung)
- FJ 1100 (1984–1985) → FJ 1200 (1986–1995) → FJR 1300 (seit 2001)

## Naked Bikes

### Einzylinder
- SR 250
- SR 400 (1978–2016)
- SR 500 (1978–1999)
- MT-03 (~650 cm³, 2006–2014)
- SRX 600 (1985–1989) → SRX 600 E (1990–1995)

### R2-Motor
- TX 750 (~750 cm³, 1973 bis 1974)
- XSR 700 (seit 2015)
- MT-03 (~300 cm³, seit 2016)
- MT-07 (~700 cm³, seit 2014)

### R3-Motor
- MT-09 (~850 cm³, seit 2013)
- MT-09 Tracer (seit 2015)
- XSR 900 (seit 2015)
- Niken (seit 2018)

### R4-Motor
- XJR-Baureihe
  - XJR 400 (RII) (nur in Japan erhältlich)
  - XJR 1200 (4PU) → XJR 1300 (RP01, RP02, RP06, RP10, RP19, bis 2016)
- MT-10 (~1000 cm³, seit 2016)

### V2-Motor
- Yamaha TR 1 (1981–1983)
- BT 1100 Bulldog (2001–2007)
- MT-01 (~1700 cm³, 2005–2012)
- SCR 950 (seit 2016)

### V4-Motor
- VMX 1200 Vmax (~1200 cm³, 2LT, 1985–2006) → Vmax (RP21, 2008–2016)

## Tourer

### V4-Motor
- Yamaha XVZ Venture Royale (~1200 cm³, 1983–1991)
- Yamaha Royal Star Venture (~1300 cm³, 1999–2013)

## EndurosundReiseenduros

### Einzylinder
- DT 175, DT 250, DT 360 & DT 400 (1975–1980, 2-Takt-Motor) → DT 175 MX, DT 250 MX, DT 360 MX & DT 400 MX
- IT 490 (1983–1984, 2-Takt-Motor)
- TT 600 (1983–2004)

- XT 250 (1979–1990)
- XT 350 (1985–2000)
- WR 250 R (2007–2016)

- XT 500 (1976–1989) → XT 550 (1982–1984) → XT 600 (1984–2003) → XT 660 R (2004–2016)
- XT 600 Z Ténéré (1983–1991) → XTZ 660 Ténéré (1991–1999) → XT 660 Z Ténéré (2008–2016)

### R2-Motor
- XTZ 750 Super Ténéré (1989–1997)
- TDM 850 (1991–2001) → TDM 900 (2001–2012)
- XT 1200 Z Super Ténéré (seit 2010)

- Ténéré 700 (seit 2018)

## ChopperundCruiser
Yamaha vertreibt überwiegend in den USA unter dem Namen „Star Motorcycles“ viele verschiedene Modelle mit V2-Motor. Diese sind hier nicht aufgeführt.

### V2-Motor
- XV 750 Special (1981–1984)
- XV-Baureihe „Virago“ (luftgekühlt, 1981–2003)
  - TR 1 (~1000 cm³, 1981–1983, außerhalb Europas als XV 1000 und XV 920)
  - XV 125 Virago (1997–2002)
  - XV 250 Virago
  - XV 400 Virago
  - XV 500 Virago
  - XV 535 Virago
  - XV 700 Virago
  - XV 750 Virago
  - XV 1000 Virago
  - XV 1000 SE Midnight Special
  - XV 1100 Virago
  - XV 400 SCLX Virago

- XVS-Baureihe
  - XVS 125 Dragstar
  - XVS 650 A Dragstar
  - XVS 1100 A Dragstar
  - XVS 950 A Midnight Star
  - XVS 1300 A Midnight Star (bis 2016)

- XV-Baureihe (luftgekühlt, seit 2006)
  - XV 950 (seit 2015)
  - XV 1600 Wildstar
  - XV 1900 A Midnight Star (2006–2016, war bis 2016 der hubraumstärkste in einem Großserienmotorrad verbaute luftgekühlte Zweizylindermotor der Welt)

### V4-Motor
- XVZ 1300 Royal Star

## Supermoto
- Yamaha XT 125 X
- Yamaha DT 125 X
- WR 125 X (stammt von der WR 125 R ab)
- TDR 250 (stammt von der TZR250 ab. Erstes serienmäßige Supermoto-Konzeptbike, 2T)
- WR 250 X (stammt von der WR 250 R ab)
- XT 660 X (stammt von der XT 660 R ab)

## Leicht-undKleinkrafträder
- DT 50 M (1978–1983)
- DT 50 MX → DT 50 R (1989–1996)
- DT 50 R (seit 1997)
- DT 80 MX (1981–1982, Enduro, 2-Takt-Motor) → DT 80 LC (1983–2001, Enduro, 2-Takt-Motor)
- DT 100 MX
- DT 125 MX
- RD 125
- TZR-Baureihe (50, 80, 125, 250 und 350 cm³, 1986–2006, Sportler)
- TW-Baureihe (125, 200 und 225 cm³, 1999–2007, 4-Takt-Motor)
- XV 125 Virago (1997–2002, Chopper)
- MT-125 (MT für Master of Torque; Naked Bike, seit 2014[3])
- XSR 125 (Retromaschine, seit 2022[4])
- YZF-R 125 (Sportler)
- TDR 125 (Enduro, 2-Takt-Motor)
- DT 125 (Enduro, 2-Takt-Motor)
- XT 125 (Enduro, 4-Takt-Motor) → WR 125 R (bis 2016)
- WR 125 X (Supermoto, bis 2016)
- SR 125 (1996–2002) → YBR 125 (Allrounder, bis 2016) und YBR 125 Custom (Retro, bis 2016) → YS 125 (Allrounder)

## Motorroller
- Riva (1980er)
  - CA 50 Riva
  - CV 80 Riva
  - XC 125 Riva
  - XC 180 Cygnus / Riva
  - XC 200 Riva

### 50-cm³-Klasse
- Breeze (1990er)
- Aerox (~50 cm³, 2- und 4-Takt-Motor)
  - Aerox 50 (1997–1998, 5BR)
  - Aerox 100 (2000–2001, SB05)
  - Aerox WGP 50th Anniversary
- BW's (~50 und ~125 cm³)
- JogR (~50 cm³, 2-Takt-Motor, Jog50R und JogRR)
- YN 50 Neo's (~50 cm³, 2- und 4-Takt-Motor)
  - YN 100 Neo's (~100 cm³, 1999–2003, SB04)
- Slider (~50 cm³)

### Stadtmobilität
- Beluga 125 (1985–1995, 50W)
- Cygnus 125 (1995–2003, 4NB) → Cygnus X 125 (2004–2007, SE03)
- Teos 125 (2000–2004, SE04)
- Maxster 125 (2001–2003, SE05)
- XC 125 Vity (2008–?)
- X-City (~125 und ~250 cm³)
- Tricity (~125 cm³, 4-Takt-Motor, vorne zwei Räder)
- NMAX (~125 cm³, 4-Takt-Motor)
- Xenter 125  (4-Takt-Motor)
- D'elight (~115 cm³, 4-Takt-Motor, Retro-Design)
- Majesty S (~125 cm³, 4-Takt-Motor)

### Großroller
- YP 400 Majesty (2004–?)
- X-MAX (~125, ~300 und ~400 cm³, Einzylinder-Viertaktmotor)
- TMAX (530 cm³, R2-Viertaktmotor)

## Elektrokraftrad
- EC-03

## Wettbewerbsmotorräder
(nicht im Bereich der Straßenverkehrs-Zulassungs-Ordnung zu betreiben)

### Rennsport

#### 50-cm³-Klasse
- 2-Takt-Einzylinder-Motor: YSR 50 (Minibike, 1987–1992)

#### 250-cm³-Klasse undMoto3
- Zweitakt-R2-Motor:
  - OW 17
  - TD (1962–1972, luftgekühlt) → TZ 250 (1973–1990, flüssigkeitsgekühlt)

#### 350-cm³-Klasse (historisch)
- Zweitakt-R2-Motor
  - TR (1969–1972, luftgekühlt) → TZ 350 (1973–1982, flüssigkeitsgekühlt)

#### 500-cm³-Klasse
- Zweitakt-R4-Motor
  - OW 26 (1975)
  - TZ 500 (1980–1982)

#### Formel 750(historisch)
- TZ 750 (1974–1979)

#### MotoGPseit 2002
- R4-Motor: YZR-M1 (1000 cm³, seit 2002)

### Motocross
- TT-R 50 E
- TT-R 90
- TT-R 125/LW
- PW50
- PW80

- YZ 80
- YZ 85 LW
- YZ 125
- YZ 125X
- YZ 250
- YZ 250X
- YZ 250 F
- YZ 250FX
- YZ 425 F
- YZ 450 F
- YZ 450FX

- WR 250 F
- WR 400 F
- WR 425 F
- WR 450 F